# Gasteria disticha

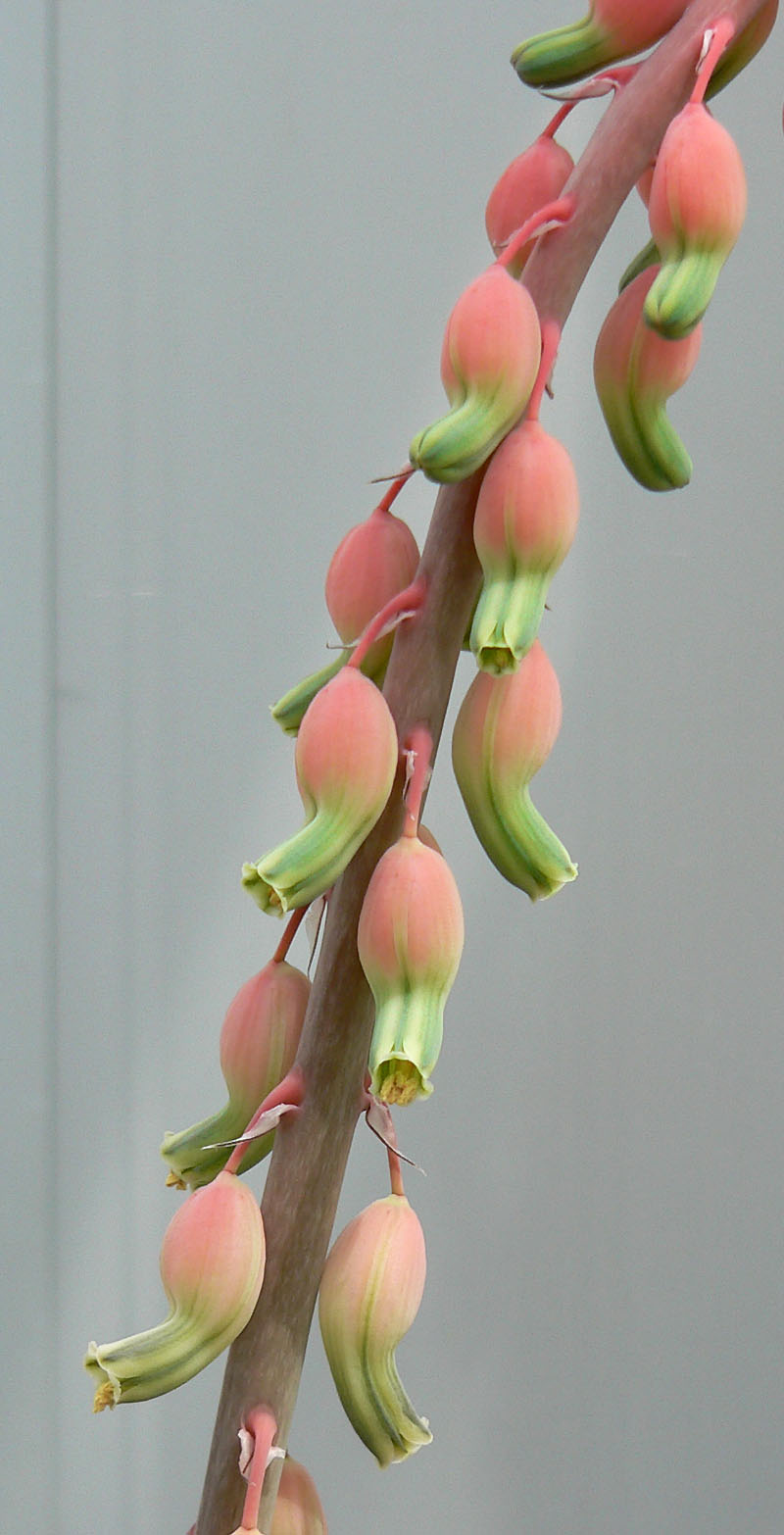
Blüten

Gasteria disticha ist eine Pflanzenart der Gattung Gasteria in der Unterfamilie der Affodillgewächse (Asphodeloideae).

## Beschreibung

### Vegetative Merkmale
Gasteria disticha wächst stammlos, ist niederliegend bis aufrecht und erreicht eine Wuchshöhe von 2,5 bis 23 Zentimeter. Sie sprosst von der Basis aus und bildet kleine Gruppen mit einem Durchmesser von 7,5 bis 23 Zentimetern. Die bandförmigen, aufrecht ausgebreiteten Laubblätter sind zweizeilig am Trieb angeordnet. Die Blattspreite ist 6 bis 17 Zentimeter lang und 3 bis 4,5 Zentimeter breit. Die Blattspreite ist dicht mit weißen Flecken bedeckt, die in unregelmäßigen diagonalen Streifen angeordnet sind. Die Epidermis ist rau. Der Blattrand ist unregelmäßig gewellt. Die Blattspitze ist stumpf gerundet, selten gestutzt und trägt ein aufgesetztes Spitzchen. Junge Blätter sind häufig spreizend oder zurückgebogen, rau und gestutzt.

### Blütenstände und Blüten
Der rispige Blütenstand ist einfach oder weist ein Paar Seitenzweige auf. Er erreicht eine Länge von 20 bis 90 Zentimeter. Die rosafarbene bis rötlich rosafarbene Blütenhülle ist 12 bis 20 Millimeter lang. Ihr bauchiger Teil ist kugelförmig-ellipsoid oder schmal ellipsoid. Er erstreckt sich über mehr als die Hälfte der Länge der Blütenhülle und weist einen Durchmesser von 6 Millimeter auf. Oben ist sie zu einer weißen, grün gestreiften Röhre mit einem Durchmesser von 3 bis 4 Millimeter eingeschnürt.

### Früchte und Samen
Die länglichen Früchte sind 14 bis 23 Millimeter lang und 7 Millimeter breit. Sie enthalten 3 bis 4 Millimeter lange und 2 bis 3 Millimeter breite Samen.

## Systematik und Verbreitung
Gasteria disticha ist in der südafrikanischen Provinz Westkap verbreitet.
Die Erstbeschreibung als Aloe disticha durch Carl von Linné in Species Plantarum wurde 1753 veröffentlicht. Adrian Hardy Haworth stellte die Art 1827 in die Gattung Gasteria.
Es werden folgende Varietäten unterschieden:
- Gasteria disticha var. disticha
- Gasteria disticha var. langebergensis van Jaarsv.[3]
- Gasteria disticha var. robusta van Jaarsv.[4]

Es sind zahlreiche Synonyme bekannt.

## Nachweise